# Rainier Square Tower
La Rainier Square Tower es un rascacielos de uso mixto situado en el Metropolitan Tract de Downtown Seattle, Washington, Estados Unidos. Tiene 259 m de altura y 58 plantas y se encuentra en Union Street, entre la Cuarta y la Quinta Avenida, al lado de la Rainier Tower; actualmente es el segundo edificio más alto de Seattle. El proyecto costó 600 millones de dólares y se completó en 2020. Es el edificio más alto construido en la ciudad desde la finalización del Columbia Center en 1985.

## Historia
La Universidad de Washington, propietaria del Metropolitan Tract, anunció su intención de reurbanizar el centro comercial de Rainier Square a finales de 2013. Este centro comercial fue inaugurado en 1978 y ocupaba tres cuartas partes de la manzana donde se encuentra la Rainier Tower. La Junta de Regentes de la universidad había propuesto previamente, en el año 2000, demoler el centro comercial y sustituirlo con un hotel de 26 plantas, pero esta propuesta fue archivada. En mayo de 2014, la Junta de Regentes eligió a Wright Runstad como promotora del nuevo desarrollo. En noviembre de 2015, Wright Runstad aumentó la altura de la torre propuesta de 244 m a 259 m metros, con ocho plantas adicionales de apartamentos de lujo. El 3 de diciembre de 2015, el Ayuntamiento de Seattle aprobó el plan maestro de usos, allanando el camino para que empezaran las obras.
El centro comercial de Rainier Square cerró en agosto de 2017 y su demolición empezó al mes siguiente. Amazon fue anunciado como el único arrendatario de la parte de oficinas en octubre de 2017, ocupando 67 100 m². En febrero de 2019, Amazon anunció que iba a subarrendar la torre mientras consideraba otras opciones. La construcción del núcleo de acero empezó en octubre de 2018 y el edificio fue coronado diez meses más tarde, en agosto de 2019. Originalmente estaba previsto que se completara en agosto de 2020, pero posteriormente el final de las obras fue aplazado a principios de 2021.
Estaba previsto que la parte comercial fuera ocupada por un Equinox Fitness Club y una tienda PCC Community Markets. PCC abrió su tienda en enero de 2022. Inicialmente estaba previsto que el hotel, de 169 habitaciones, fuera gestionado por la división de hoteles de Equinox, pero este edificio fue sustituido en octubre de 2019 por un edificio de oficinas de ocho plantas llamado 400 University, que fue coronado en enero de 2021.

## Diseño

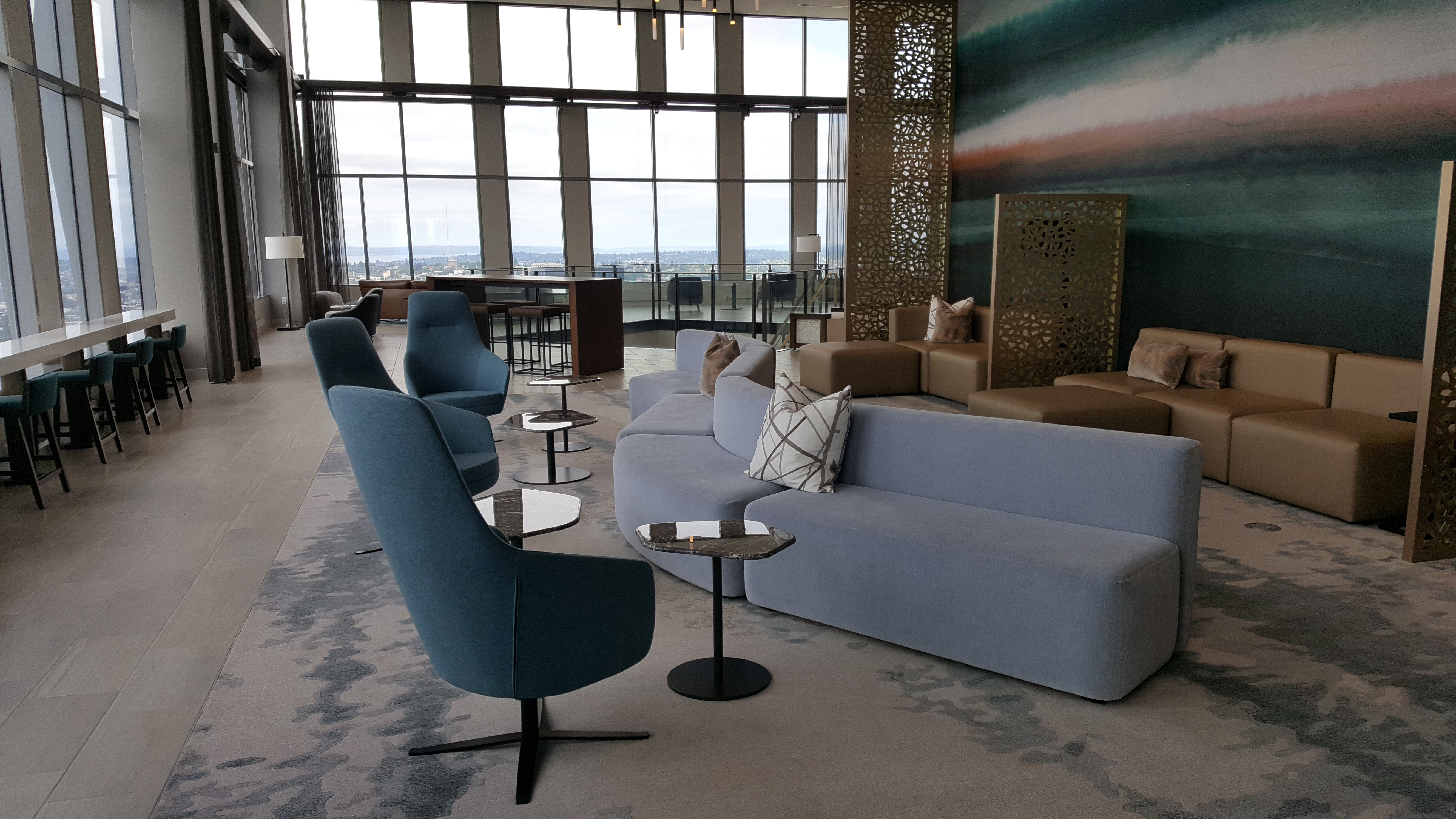
Diseño interior del edificio

La torre, diseñada por el estudio de arquitectura NBBJ, contiene unos doscientos apartamentos de lujo, 70 000 m² de oficinas y 3000 m² de espacio comercial. También tiene seis niveles de aparcamiento subterráneo con capacidad para mil vehículos. La torre tiene un perfil «inclinado», que empieza con una base ancha y gradualmente se hace más estrecho en las plantas más altas. En los diseños iniciales este estrechamiento empezaba a mayor altura, pero fue bajado para no obstruir las vistas del distintivo «pedestal» de la adyacente Rainier Tower de Minoru Yamasaki.
La torre usa un sistema estructural «radical» con forjados de acero en lugar de los tradicionales encofrados de hormigón con barras de acero. Este método redujo la cantidad de tiempo necesaria para construir las plantas de la torre.
Un edificio separado de diez plantas situado en la esquina suroeste de la parcela, llamado 400 University, tiene 10 000 m² y abrió sus puertas en 2021. Este edificio tiene una terraza en la azotea y 880 m² de espacio comercial.